# 康休斯、康提阿奴斯和康提阿妮娜
聖康休斯、康提阿奴斯和康提阿妮娜（拉丁語：Cantius, Cantianus et Cantianilla，？－約304年5月31日）被基督教會尊為聖人和殉道者。

## 故事
一個晚期的傳說描述，這三人是孤兒兄弟姐妹，是羅馬貴族家庭 Anicii 的成員，與卡里努斯皇帝有關。普羅圖斯是他們的導師或監護人，他讓三個兄弟姐妹皈依為基督徒。據傳說，當戴克里先開始迫害基督徒時，四人離開羅馬，賣掉他們的房子，並將大部分收益捐給窮人。他們到達他們在阿奎萊亞的莊園，在那裡他們曾前往探望在他的監獄中的神聖教士聖克里索戈努斯。然而，他們在一個叫做 Aquae Gradatae（現在稱為聖坎齊安迪松佐）的地方被逮捕。他們在拒絕向市民諸神獻祭後被斬首。

## 崇拜
一位名叫 Zoelus 的教士在現場對他們的屍體進行防腐處理。都靈的聖馬克西姆斯隨後為他們宣講頌詞，貝南蒂烏斯·福圖內特斯也提到了「聖徒」。他可以從同時代的文件中得出的證詞非常可靠，只說他們是有血緣的兄弟姐妹，他們在離阿奎萊亞不遠的地方一起殉難，當時他們正乘車離開那裡。針對他們的崇拜在倫巴第、法國和德國自古流傳。最近在聖坎齊安發現了一座古基督教教堂和墳墓；它包含三個人的遺骸。

## 外部連結
- Saints of May 31: Cantius, Cantianius, and Cantianella

46°14′17.91″N 14°21′21.14″E / 46.2383083°N 14.3558722°E